# Sex, Love and Rock 'n' Roll
Sex, Love and Rock 'n' Roll è il sesto album della band californiana Social Distortion. È il primo senza lo storico chitarrista Dennis Danell, tragicamente morto nel 2000; è stato il primo con Jonny Wickersham alla chitarra e Charlie Quintana alla batteria. È inoltre il primo dopo l'omonimo album del 1990, a contenere canzoni non completamente scritte da Mike Ness.

## Tracce
1. Reach for the sky – 3:31
2. Highway 101 – 3:44
3. Don't Take Me For Granted – 3:47
4. Footprints On My Ceiling – 5:08
5. Nickels And Dimes – 3:05
6. I Wasn't Born To Follow – 2:55
7. Winners And Losers – 4:45
8. Faithless – 3:02
9. Live Before You Die – 2:47
10. Angels Wings

## Formazione
- Mike Ness - voce e chitarra
- Jonny Wickersham - chitarra
- John Maurer - basso
- Charlie Quintana - batteria